# Reginald Mills
Pour les articles homonymes, voir Mills.
Reginald « Reggie » Cuthbert Mills (généralement crédité Reginald Mills) est un monteur et réalisateur anglais, né le 15 juillet 1912 à Londres, ville où il est mort en juillet 1990 (date exacte à préciser).

## Biographie
Comme monteur, Reginald Mills collabore à trente-trois films (majoritairement britanniques, plus quelques films étrangers ou coproductions), sortis entre 1939 et 1979, sa carrière s'interrompant quasiment avec la Seconde Guerre mondiale, durant laquelle il sert dans la Royal Artillery. Neuf sont réalisés par le tandem Powell et Pressburger, dont Les Chaussons rouges (1948, avec Anton Walbrook et Moira Shearer), film qui lui vaut en 1949 une nomination à l'Oscar du meilleur montage.
Parmi les autres réalisateurs qu'il assiste, citons Joseph Losey (cinq films, dont The Servant en 1963, avec Dirk Bogarde et James Fox) et Franco Zeffirelli (trois films, dont Roméo et Juliette en 1968, avec Leonard Whiting et Olivia Hussey).
Pour la télévision, unique contribution, il est le monteur de la mini-série Jésus de Nazareth (avec Robert Powell dans le rôle-titre), également réalisée par Franco Zeffirelli et diffusée en 1977.
Enfin, Reginald Mills est le réalisateur (expérience unique) d'un film de ballet sorti en 1971, Les Contes de Beatrix Potter.

## Filmographie complète
(comme monteur, sauf mention contraire)

### Au cinéma
- 1939 : What Would You Do, Chums? de John Baxter
- 1943 : The New Lot de Carol Reed (court métrage)
- 1946 : Une question de vie ou de mort (A Matter of Life and Death) de Michael Powell et Emeric Pressburger
- 1947 : Le Narcisse noir (Black Narcissus) de Michael Powell et Emeric Pressburger
- 1947 : Au bout du fleuve (The End of the River) de Derek N. Twist
- 1948 : Les Chaussons rouges (The Red Shoes) de Michael Powell et Emeric Pressburger
- 1949 : The Small Back Room de Michael Powell et Emeric Pressburger
- 1950 : La Renarde (Gone to Earth)[1] de Michael Powell et Emeric Pressburger
- 1950 : Le Chevalier de Londres (The Elusive Pimpernel) de Michael Powell et Emeric Pressburger
- 1951 : Les Contes d'Hoffmann (The Tales of Hoffmann) de Michael Powell et Emeric Pressburger
- 1952 : La Marraine de Charley (Where's Charley?) de David Butler
- 1954 : La bête s'éveille (The Sleeping Tiger) de Joseph Losey
- 1955 : Oh ! Rosalinda ! de Michael Powell et Emeric Pressburger
- 1955 : L'Apprenti-sorcier (The Sorcerer's Apprentice) de Michael Powell (court métrage)
- 1956 : Le Jardinier espagnol (The Spanish Gardener) de Philip Leacock
- 1956 : La Bataille du Rio de la Plata (The Battle of the River Plate) de Michael Powell et Emeric Pressburger
- 1957 : Alerte en Extrême-Orient (Windom's Way) de Ronald Neame
- 1958 : Tempête sur la Jamaïque (Passionate Summer) de Rudolph Cartier
- 1959 : L'Enquête de l'inspecteur Morgan (Blind Date) de Joseph Losey
- 1960 : Les Criminels (The Criminal) de Joseph Losey
- 1960 : Le Cirque des horreurs (Circus of Horrors) de Sidney Hayers
- 1963 : Les Damnés (The Damned) de Joseph Losey
- 1963 : The Servant de Joseph Losey
- 1967 : Ulysses de Joseph Strick
- 1968 : Roméo et Juliette (Romeo and Juliet) de Franco Zeffirelli
- 1969 : Night After Night de Lindsay Shonteff
- 1969 : La Résidence (La residencia) de Narciso Ibáñez Serrador
- 1969 : Ring of Bright Water de Jack Couffer
- 1969 : The Dance of Death de David Giles
- 1970 : Les Hauts de Hurlevent (Wuthering Heights) de Robert Fuest
- 1971 : The Tales of Beatrix Potter (comme réalisateur)
- 1972 : François et le Chemin du soleil (Fratello sole, sorella luna) de Franco Zeffirelli
- 1979 : Le Champion (The Champ) de Franco Zeffirelli

### À la télévision
- 1977 : Jésus de Nazareth (Jesus of Nazareth), mini-série de Franco Zeffirelli

## Distinctions
- 1949 : Nomination à l'Oscar du meilleur montage, pour Les Chaussons rouges ;
- 1969 : Nomination au British Academy Film Award du meilleur montage, pour Roméo et Juliette ;
- 1978 : Nomination au British Academy Television Award du meilleur montage, pour Jésus de Nazareth.